# Castells del Gaià

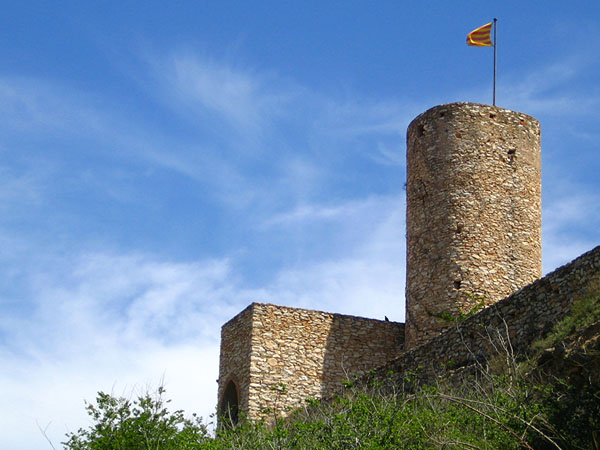
Castell de Vila-Rodona

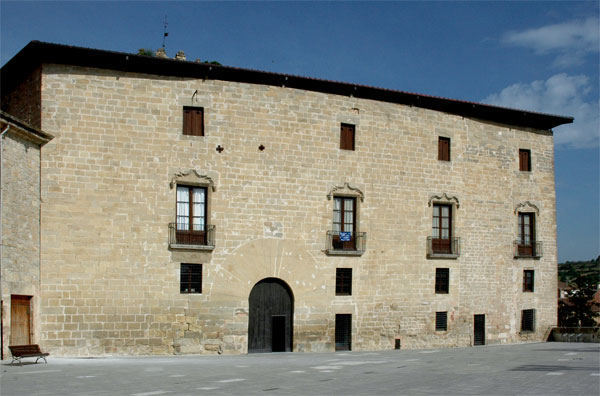
Castell de Santa Coloma

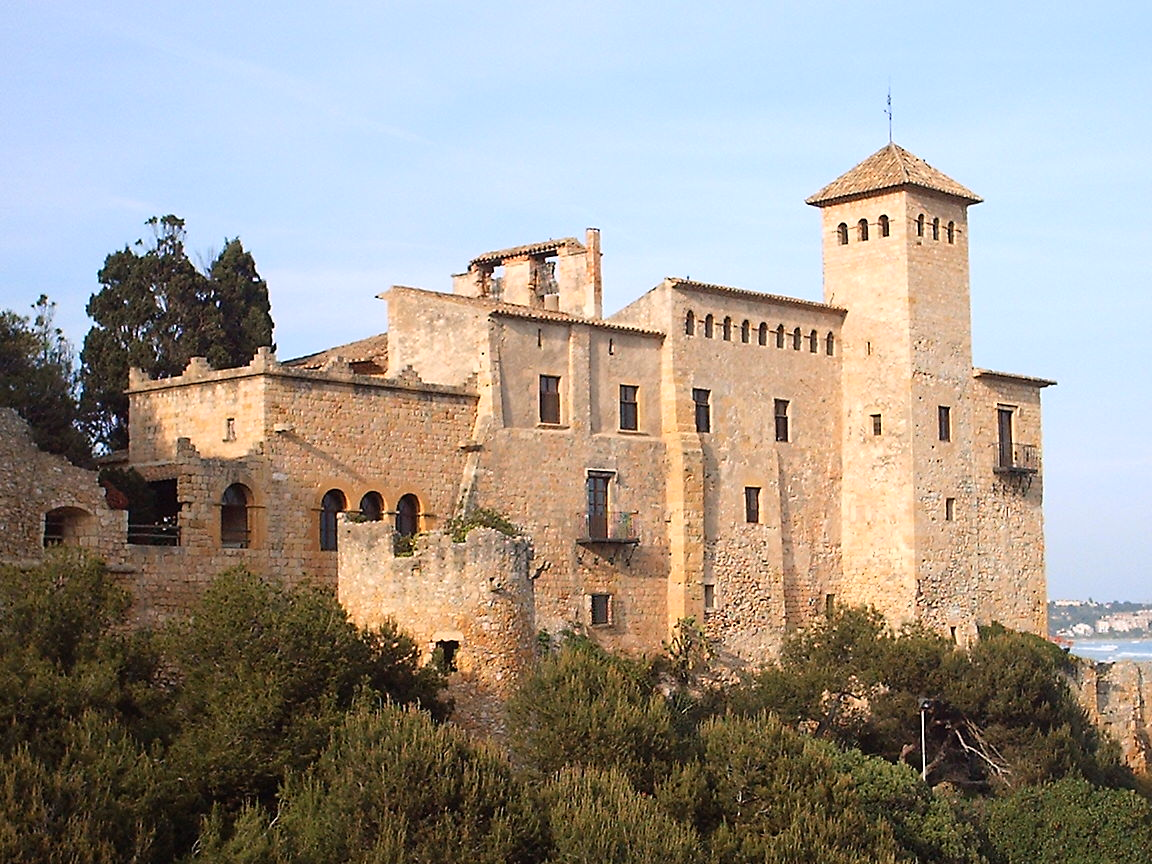
Castell de Tamarit

Els castells del Gaià són un conjunt de fortificacions a la vall de Gaià, al Tarragonès, l'Alt Camp i la Conca de Barberà, Catalunya.
- Castell de Tamarit
- Castell d'Altafulla
- Castell de Ferran
- Castell de Montoliu
- Castell del Catllar al Catllar
- Castell del Baró de les Quatre Torres a La Nou de Gaià
- Castell de Vespella de Gaià
- Torre del Moro de Montferri a Montferri
- Castell de Rocamora a Montferri
- Castell de Rodonyà
- Castell de Vilardida
- Castell de la Serra
- Castell de Vila-rodona a Vila-rodona
- Castell de Quadra de la Cogullada
- Castell del Montmell
- Castell de l'Albà Vell a Aiguamúrcia
- Castell de Selma a Aiguamúrcia
- Castell de Ramonet a Aiguamúrcia
- Castell de Montagut a Querol
- Castell de Pinyana a Querol
- Castell de Querol a Querol
- Castell de Selmella al Pont d'Armentera
- Castell de Saburella a Querol
- Castell de Vallespinosa
- Castell de Seguer
- Castell de Santa Perpètua de Gaià a Pontils
- Castell de Montclar a Pontils
- Castell de Pontils a Pontils
- Castell de Biure
- Castell de les Piles
- Castell de Guialmons
- Castell de Sant Gallard
- Castell de Queralt
- Castell de Figuerola
- Castell de Santa Coloma de Queralt a Santa Coloma de Queralt
- Castell de Montargull
- Castell de Montfred
- Castell d'Aguiló
- Castell d'Almenara